# Sixto Pondal Ríos
Sixto Pondal Ríos né le 8 avril 1907 à San Miguel de Tucumán (Province de Tucumán), mort le 29 septembre 1968 est un scénariste, poète, journaliste, dramaturge et producteur de cinéma argentin. Il écrit les scénarios ou les intrigues de 63 films, parmi les plus remarquables du cinéma argentin[non neutre], comme Kilómetro 111, Mercado de Abasto, Para ropa santos, La morocha, Detrás de un long muro, Zafra, et Los evadidos avec lequel, il remporte le Condor d'argent du meilleur film pour Los Evados, et nommé à l'Ours d'or au Festival International du film de Berlin. Zafra est nommé au Festival de Cannes.

## Filmographie

### Scénariste - Conteur
1. Mi primera novia (1966)
2. Los guerrilleros (1965)
3. Los hipócritas (1965)
4. Los evadidos (1964)
5. Una joven de 16 años (1963)
6. Los viciosos (1962)
7. Luna Park (1960)
8. Plaza Huincul (Pozo uno) (1960)
9. El amor que yo te di (1960)
10. Zafra (1959)
11. Mis padres se divorcian (1959)
12. Bajo el cielo de México (1958)
13. La morocha (1958)
14. Una golfa (1958)
15. La mafia del crimen (1958)
16. Detrás de un largo muro (1958)
17. Escuela para suegras (1958)
18. Después del silencio (1956)
19. Sangre y acero (1956)
20. Para vestir santos (1955)
21. El hombre que debía una muerte (1955)
22. Mercado de abasto (1955)
23. Educando a papá (1955)
24. Sucedió en Buenos Aires (1954)
25. Mujeres casadas (1954)
26. A la buena de Dios (1953)
27. Ellos nos hicieron así (1953)
28. Dock Sud (1953)
29. Pasó en mi barrio (1951)
30. Especialista en señoras (1951)
31. ¿Vendrás a medianoche? (1950)
32. El otro yo de Marcela (1950)
33. Miguitas en la cama (1949)
34. El embajador (1949)
35. Fascinación (1949)
36. Por ellos... todo (1948) dir. Carlos Schlieper
37. Romance on the High Seas (1948)
38. La vida íntima de Marco Antonio y Cleopatra (1947)
39. Romance musical (1947)
40. Su última aventura (1946)
41. Deshojando margaritas (1946)
42. No salgas esta noche (1946)
43. Cristina (1946)
44. El diamante del Maharajá (1946)
45. Dos ángeles y un pecador (1945)
46. El muerto falta a la cita (1944)
47. Mi novia es un fantasma (1944)
48. La guerra la gano yo (1943)
49. El espejo (1943)
50. La hija del Ministro (1943)
51. El viaje (1942)
52. El pijama de Adán (1942)
53. Adolescencia (1942)
54. You Were Never Lovelier (1942)
55. Persona honrada se necesita (1941)
56. El mejor papá del mundo (1941)
57. Los martes orquídeas (1941)
58. Cita en la frontera (1940)
59. Chingolo (1940)
60. El solterón (1940)
61. Héroes sin fama (1940)
62. El viejo doctor (1939)
63. Kilómetro 111 (1938)

## Livres
- Balada para el nieto de Molly, 1928
- Amanecer sobre las ruinas, 1931
- Los rostros transparentes, 1959